# Palisota bogneri
Palisota bogneri är en himmelsblomsväxtart som beskrevs av John Patrick Micklethwait Brenan. Palisota bogneri ingår i släktet Palisota och familjen himmelsblomsväxter. Inga underarter finns listade.